# Tighennif (site acheuléen)
Cet article concerne le site acheuléen de Tighennif, en Algérie. Pour la commune d'Algérie dans la wilaya de Mascara, voir Tighennif (ville).
Tighennif (anciennement Ternifine qui signifie en berbere les deux sources) est un site préhistorique situé près de Mascara, en Oranie (Algérie). Il a livré les plus anciens fossiles humains connus à ce jour en Afrique du Nord, datés d'environ 1 million d'années, et une industrie lithique de type acheuléen.

## Historique

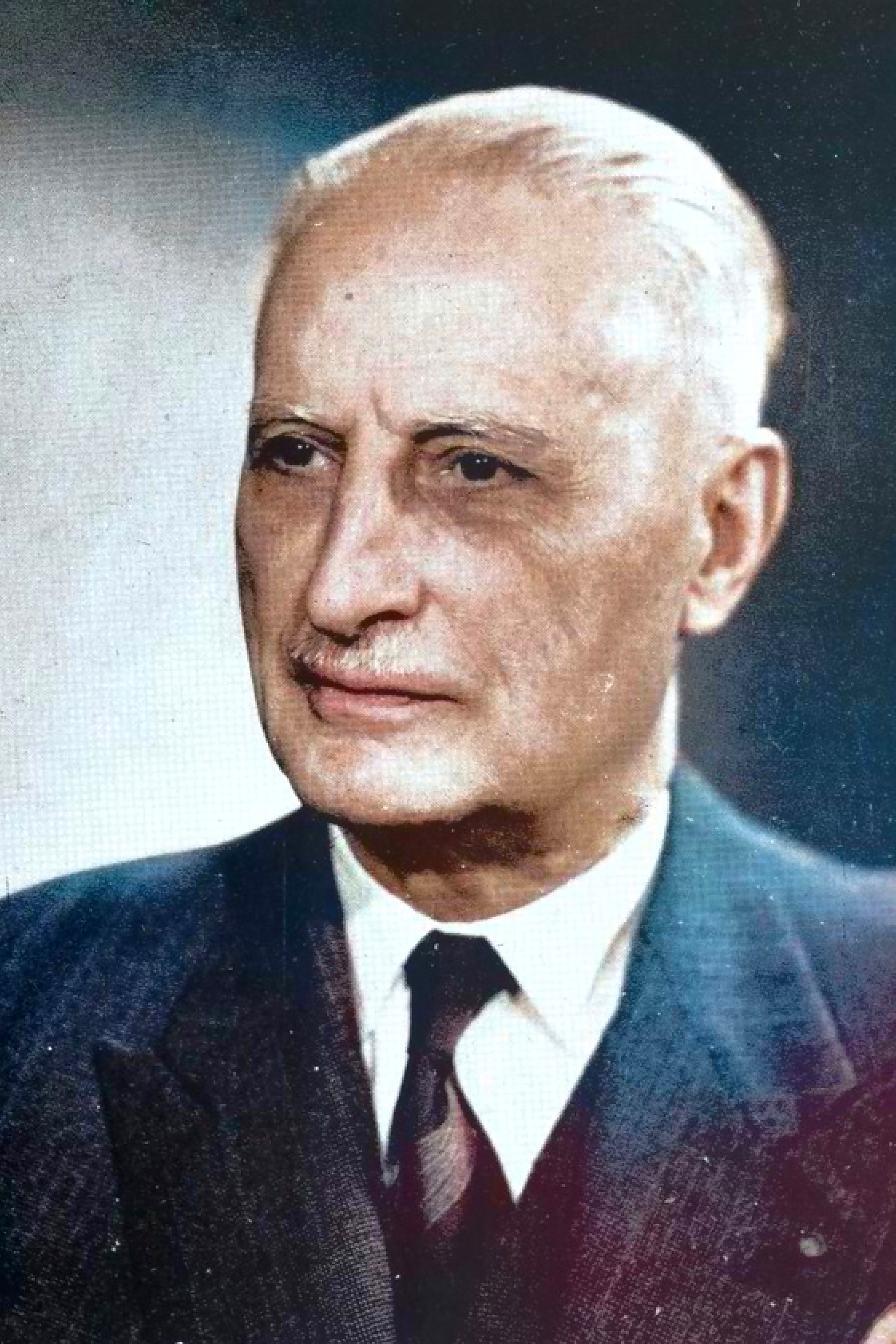
Camille Arambourg

De 1954 à 1956, les paléontologues français Camille Arambourg et Robert Hoffstetter découvrirent plusieurs fossiles humains, associés à une industrie lithique acheuléenne, sur le site de Tighennif, dans la wilaya de Mascara (région d'Oran), en Algérie. Les fouilles ont été perturbées à l'époque par des résurgences d'eaux artésiennes venant régulièrement noyer les excavations.
Grâce à l'abaissement de la nappe phréatique, des fouilles ont pu reprendre en 1982-83, qui ont donné lieu à une étude de datation publiée en 1986 par Denis Geraads.
Des fouilles plus récentes, relancées sur le site en 2014 par le professeur Mohamed Sahnouni, ont permis de découvrir des ossements fossiles d’animaux et des outils lithiques datés d'environ 1 million d'années.

## Description
Le site est constitué d'un ancien marais ou lac qui se trouvait au milieu d'un environnement ouvert et sec. Le lac était alimenté par des sources artésiennes qui ont soulevé la couche de sable du Miocène sous-jacente.

## Vestiges fossiles
Le site a livré de nombreux ossements animaux et quelques ossements humains (3 mandibules, un os pariétal, et 9 dents isolées), attribués en 1955 à une nouvelle espèce par Camille Arambourg : Homo mauritanicus (à l'époque, Atlanthropus mauritanicus).
Les fossiles humains ont été datés d'au moins 700 000 ans en 1986 par Denis Geraads, par l'analyse de la paléofaune, apparemment corroborée à l'époque par le paléomagnétisme. En 2016, Denis Geraads a révisé la datation du site à probablement environ 1 Ma, la polarité magnétique normale relevée sur le site correspondant vraisemblablement à l'excursion de Jaramillo (1,06 à 0,9 Ma AP).
Les mandibules, de très grande taille, appartenaient à des hommes particulièrement robustes. L'attribution ultime de ces fossiles à une espèce ou à une autre varie selon les auteurs.

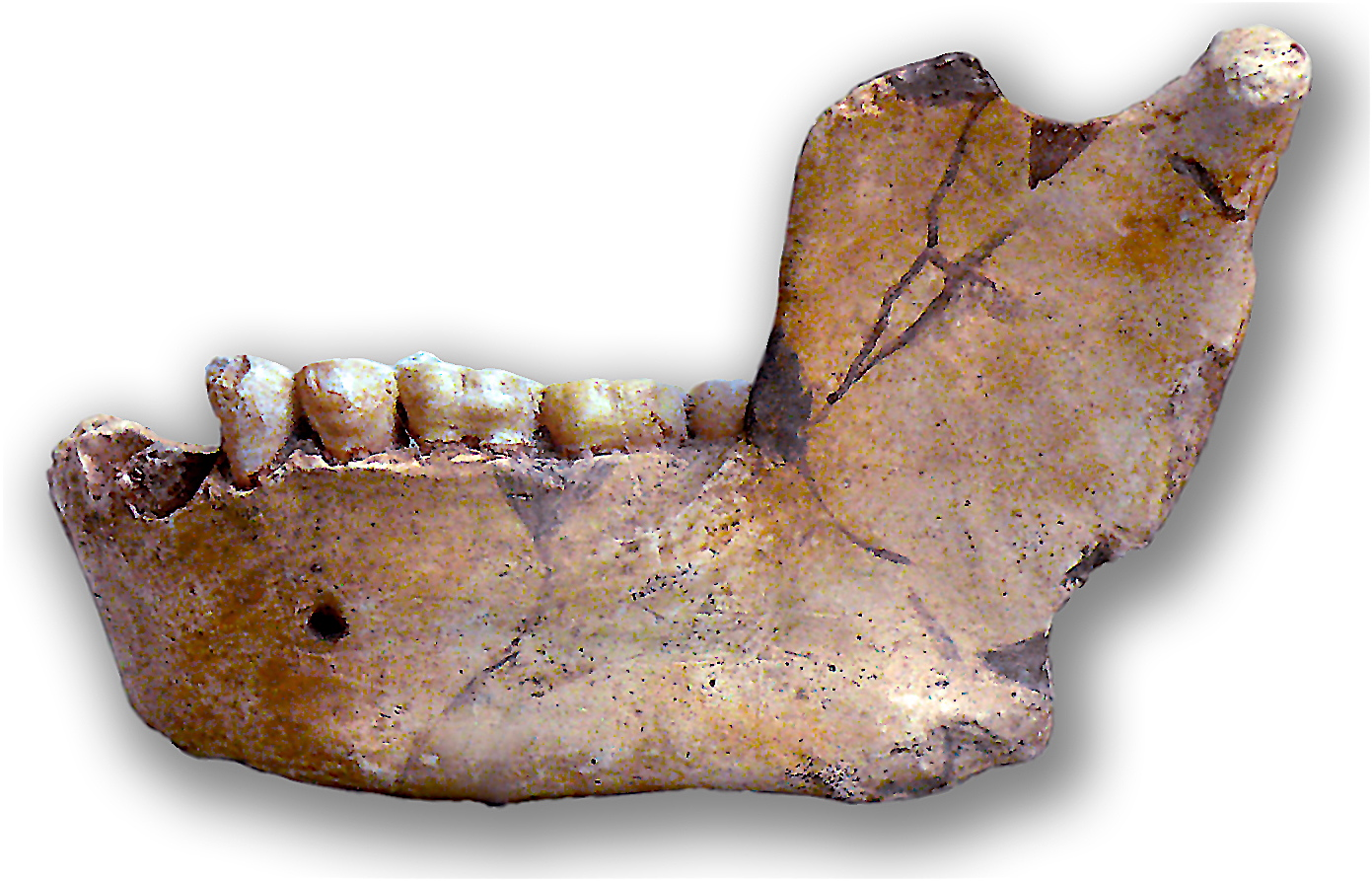
Mandibule Ternifine 3, vue latérale
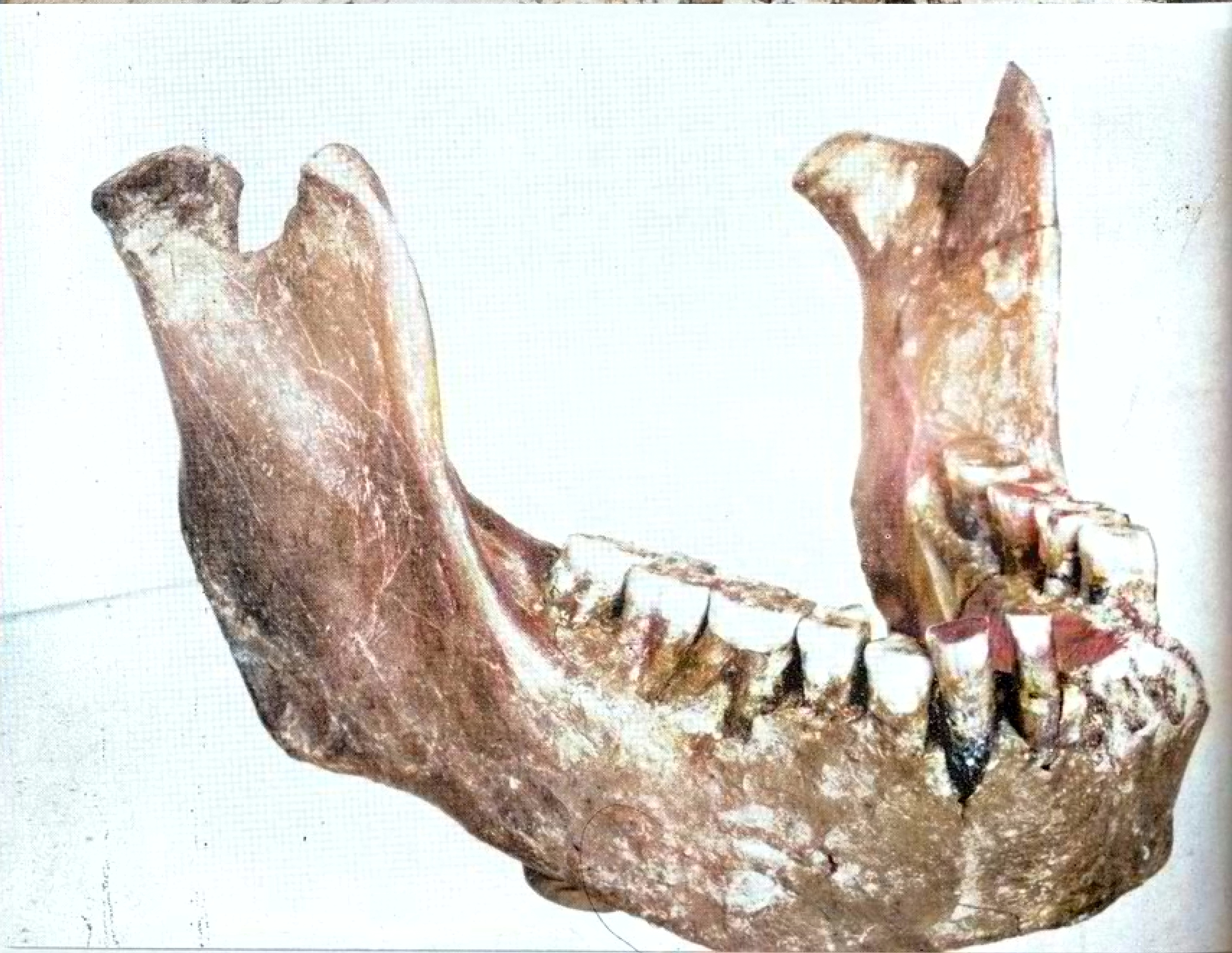
Vue complète

## Industrie lithique
Le site a également livré une industrie lithique acheuléenne comportant des bifaces, des hachereaux, de grands éclats retouchés, et de petits éclats de silex, l'ensemble étant d'une facture plutôt archaïque, avec une rare utilisation de percuteur tendre et de la méthode Kombewa, ce qui correspond mieux à la nouvelle datation du site.